# جون كونيغ
جون كونيغ (بالإنجليزية: John Koenig)‏ هو دبلوماسي أمريكي، ولد في 24 سبتمبر 1958 في تاكوما في الولايات المتحدة.